# LGV Bretagne-Pays de la Loire
LGV Bretagne-Pays de la Loire este un proiect de construire a unei Linii de Mare Viteză franceză dedicată traficului de pasageri și parțial celui de marfă. Linia este o prelungire a ramurii vest a LGV Atlantique spre Rennes și Nantes.

## Traseu
Linia este prevăzută să înceapă la Connerré (Sarthe), unde se conectează cu LGV Atlantique. urmează să traverseze orașul Le Mans. prin nord, în vestul acestuia urmând a se racorda la rețeaua clasică după care va continua spre sud-vest. În apropiere de Sablé-sur-Sarthe, se va conecta printr-un racord la linia clasică dintre Le Mans și Angers ce permite accesul trenurilor spre Nantes. Linia continuă spre nord-vest, ocoloește orașul Laval, prin nord, fiind conectată la rețeaua clasică pentru a deservii gara din centrul orașului. După Laval linia continuă spre vest și se va termina la racordul de la Cesson-Sévigné la periferia orașului Rennes. 

## Stadiul proiectului
Studiile preliminare pentru LGV au fost aprobate în ianuarie 2006 iar în 28 octombrie 2007 a fost publicat decretul de declarare a proiectului ca utilitate publică. Începerea lucrărilor este prevăzută a avea loc în 2009, iar primele tronsoane ar trebuis ă fie date în funcțiune începând cu 2014. Costul total al proiectului este estimat la 2,6 miliarde euro.
Din rațiuni financiare, proiectul a fost împărțit în trei etape: Laval-Rennes, Le Mans-Laval și ocolorea orașului Le Mans. Această porțiune a suscitat opoziția riveranilor care nu au dorit construcția unei a doua gări TGV pentru deservirea orașului, ceea ce ar fi dus la diminuarea frecvenței TGV-urilor. Proiectul a fost deblocat după asigurarea garanțiilor în ceea ce privește păstrarea deservirii orașelor Le Mans, Laval și Vitré la aceleași niveluri ca în 2006.

## Proiect complementar
Pe lângă deservirea celor două orașe principale, linia are ca scop posibilitatea de a realiza legături între orașele din extremitatea vestică a Bretaniei și Parisul în maxim 3 ore. Pentru aceasta este prevăzută ameliorarea liniilor clasice Rennes-Brest și Rennes-Quimper pentru a permite viteze de peste 200 km/h. Pentru aceasta sunt prevăzute lucrări de modernizare, de rectificare a curbelor, de suprimare a pasajelor la nivel cu calea ferată. Aceste lucrări, cumulate cu dezvoltarea de trenuri TGV Pendulare ar permite reducerea la 3 ore a timpului de parcurs, față de 5 ore actualmente.